# Microcausta bipunctalis
Microcausta bipunctalis là một loài bướm đêm trong họ Crambidae.